# Cleora inelegans
Cleora inelegans är en fjärilsart som beskrevs av W. Warren 1905. Cleora inelegans ingår i släktet Cleora och familjen mätare. Inga underarter finns listade i Catalogue of Life.